# Gran Premio di Mar del Plata 1950
Il Gran Premio di Mar del Plata 1950 è stata una corsa automobilistica di Formula Libera della Temporada Argentina 1949-1950.

## Qualifiche
Risultati delle qualifiche.
| Pos | Pilota             | Scuderia                 | Vettura       | Tempo  |
| --- | ------------------ | ------------------------ | ------------- | ------ |
| 1   | Alberto Ascari     | Scuderia Ferrari         | Ferrari 166FL | 2'03"7 |
| 2   | Gigi Villoresi     | Scuderia Ferrari         | Ferrari 166FL | 2'04"2 |
| 3   | Juan Manuel Fangio | Automobil Club Argentino | Ferrari 166FL | 2'04"5 |

## Gara
Resoconto
Risultati
Risultati finali della gara.
| Pos | Pilota                  | Scuderia                 | Vettura          | Giri | Tempo/Ritiro |
| --- | ----------------------- | ------------------------ | ---------------- | ---- | ------------ |
| 1   | Alberto Ascari          | Scuderia Ferrari         | Ferrari 166FL    | 37   | 1h20'45"3    |
| 2   | Nino Farina             | Iscrizione privata       | Maserati 4CLT    | 37   | 1h21'04"8    |
| 3   | Piero Taruffi           | Iscrizione privata       | Maserati 4CLT    | 37   | 1h21'09"1    |
| 4   | Louis Chiron            | Helvetic                 | Maserati 4CLT    | 36   |              |
| 5   | Emmanuel de Graffenried | Scuderia Enrico Platè    | Maserati 4CLT    | 36   |              |
| 6   | José Froilán González   |                          | Maserati 4CLT    | 36   |              |
| 7   | Clemente Biondetti      | Iscrizione privata       | Maserati 4CLT    | 36   |              |
| 8   | Louis Rosier            | Ecurie Rosier            | Talbot-Lago T26C | 35   |              |
| 9   | Prince Bira             | Scuderia Enrico Platè    | Maserati 4CLT    | 35   |              |
| 10  | Reg Parnell             | Scuderia Ambrosiana      | Maserati 4CLT    | 35   |              |
| 11  | Philippe Étancelin      | Iscrizione privata       | Talbot-Lago T26C | 35   |              |
| 12  | Piero Carini            | Iscrizione privata       | Maserati 4CLT    | 35   |              |
| Rit | Benedicto Campos        | Automobil Club Argentino | Ferrari 166FL    | 13   |              |
| Rit | Juan Manuel Fangio      | Automobil Club Argentino | Ferrari 166FL    | 12   | Incidente    |
| Rit | Gigi Villoresi          | Scuderia Ferrari         | Ferrari 166FL    | 12   | Incidente    |
| Rit | Dorino Serafini         | Scuderia Ferrari         | Ferrari 125C     | 3    |              |
| Rit | Felice Bonetto          | Scuderia Milano          | Maserati 4CLT    | 2    |              |

Giro veloce Gigi Villoresi (Ferrari), 2'04"7